# Poiretia dilatata
Poiretia dilatata is een slakkensoort uit de familie van de Oleacinidae. De wetenschappelijke naam van de soort is voor het eerst geldig gepubliceerd in 1836 door Philippi.